# Bazylika kolegiacka Przemienienia Pańskiego w Brzozowie

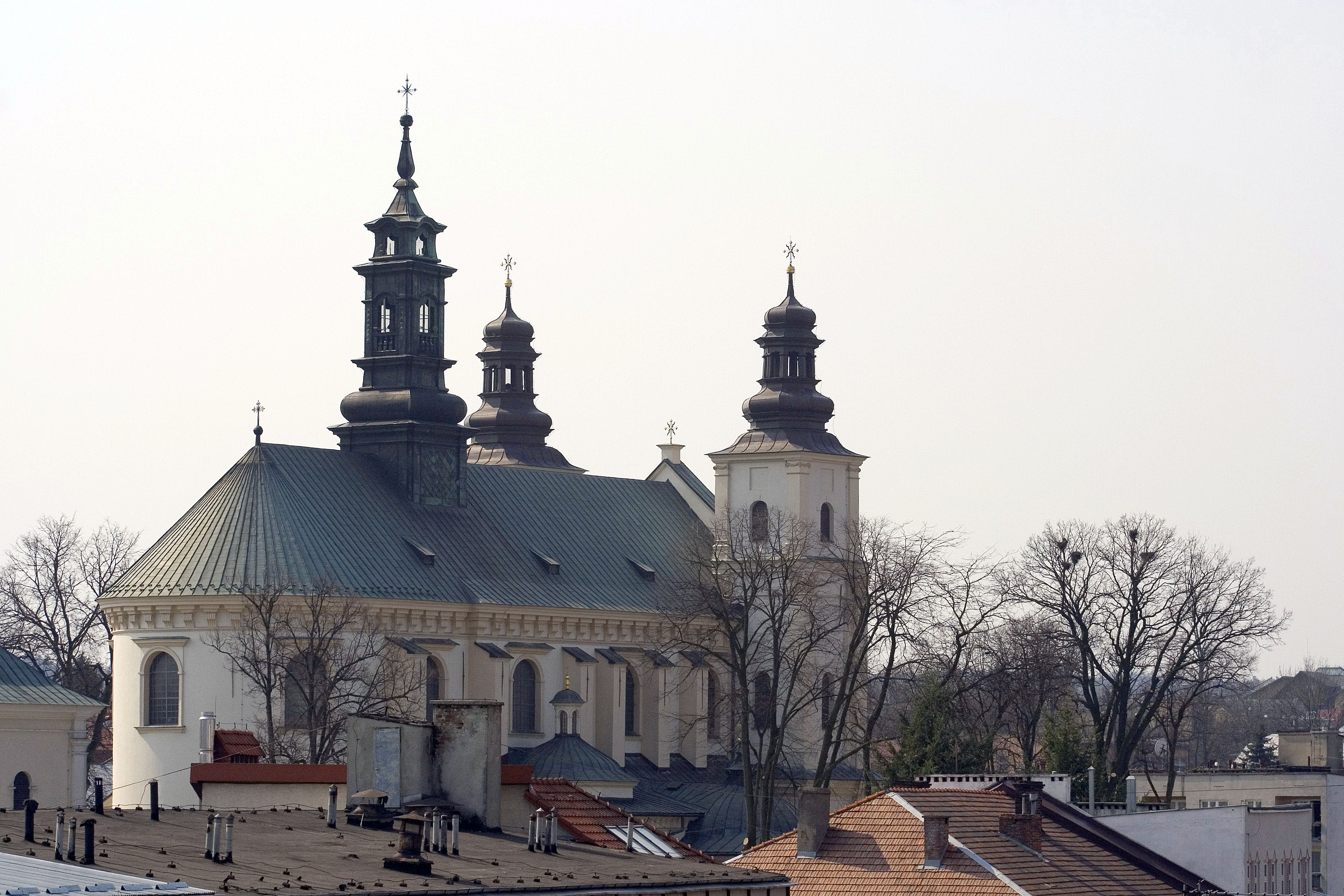
Widok z wieży ratusza

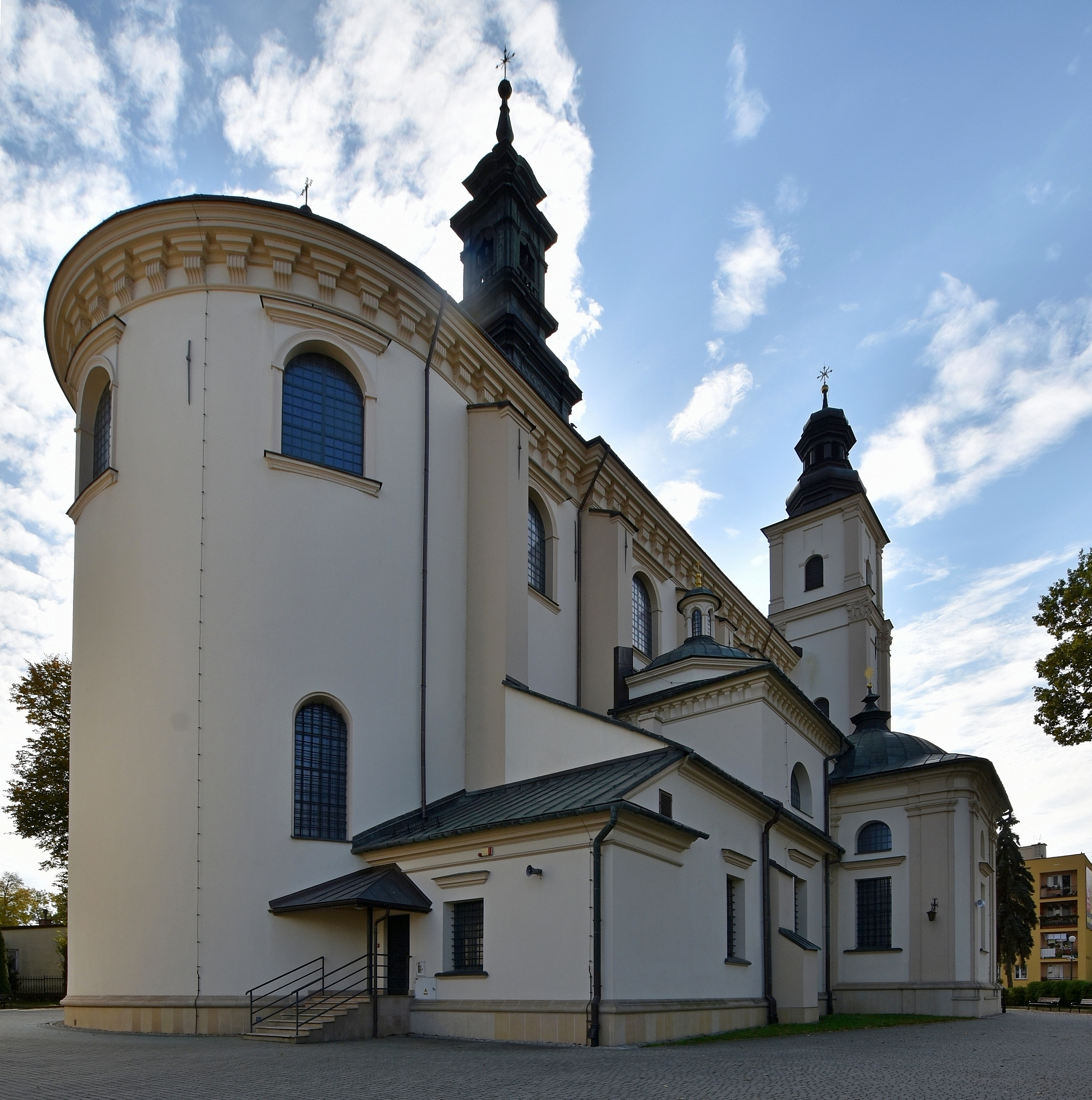
Widok od strony prezbiterium

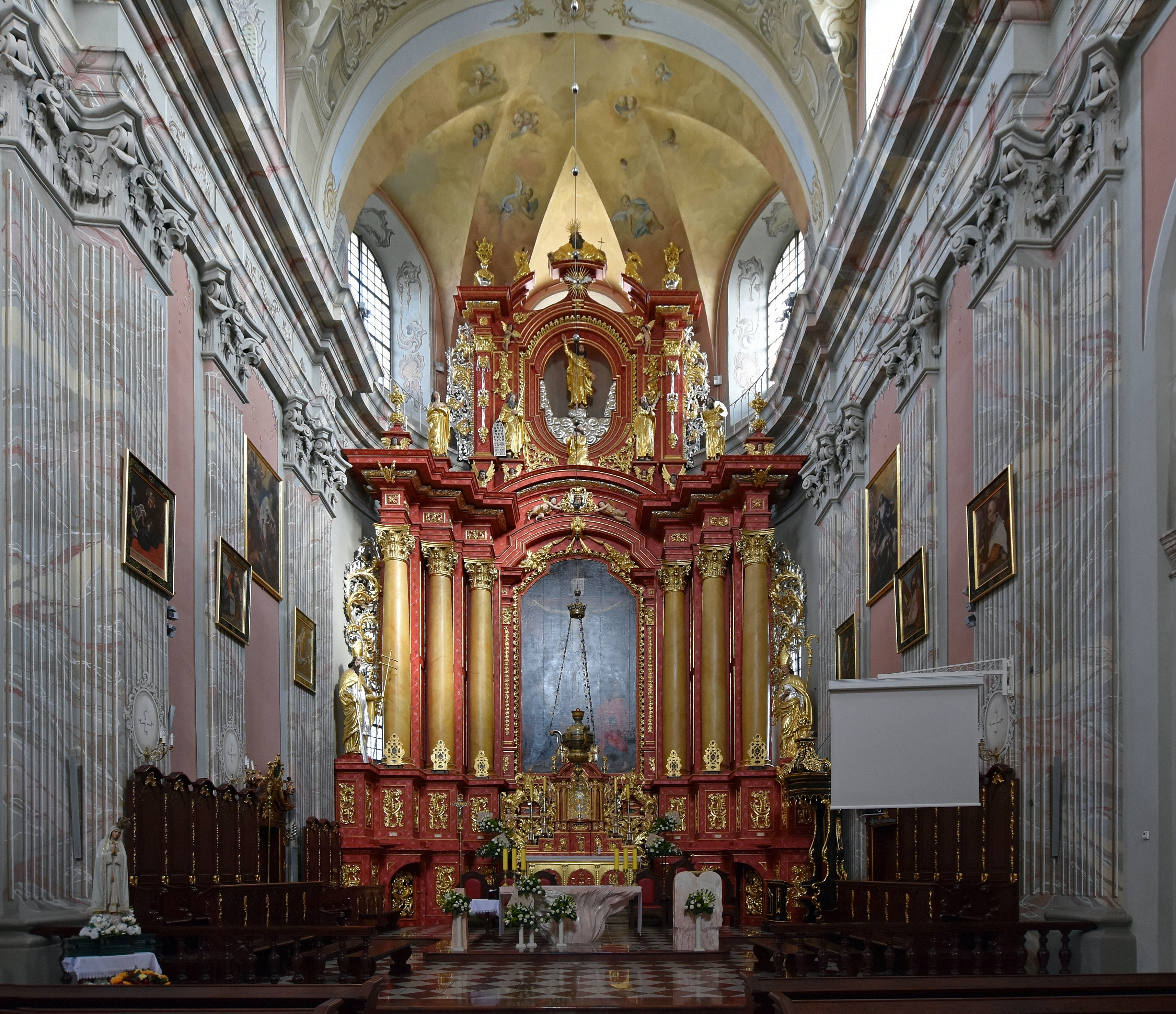
Wnętrze kościoła wraz z ołtarzem głównym

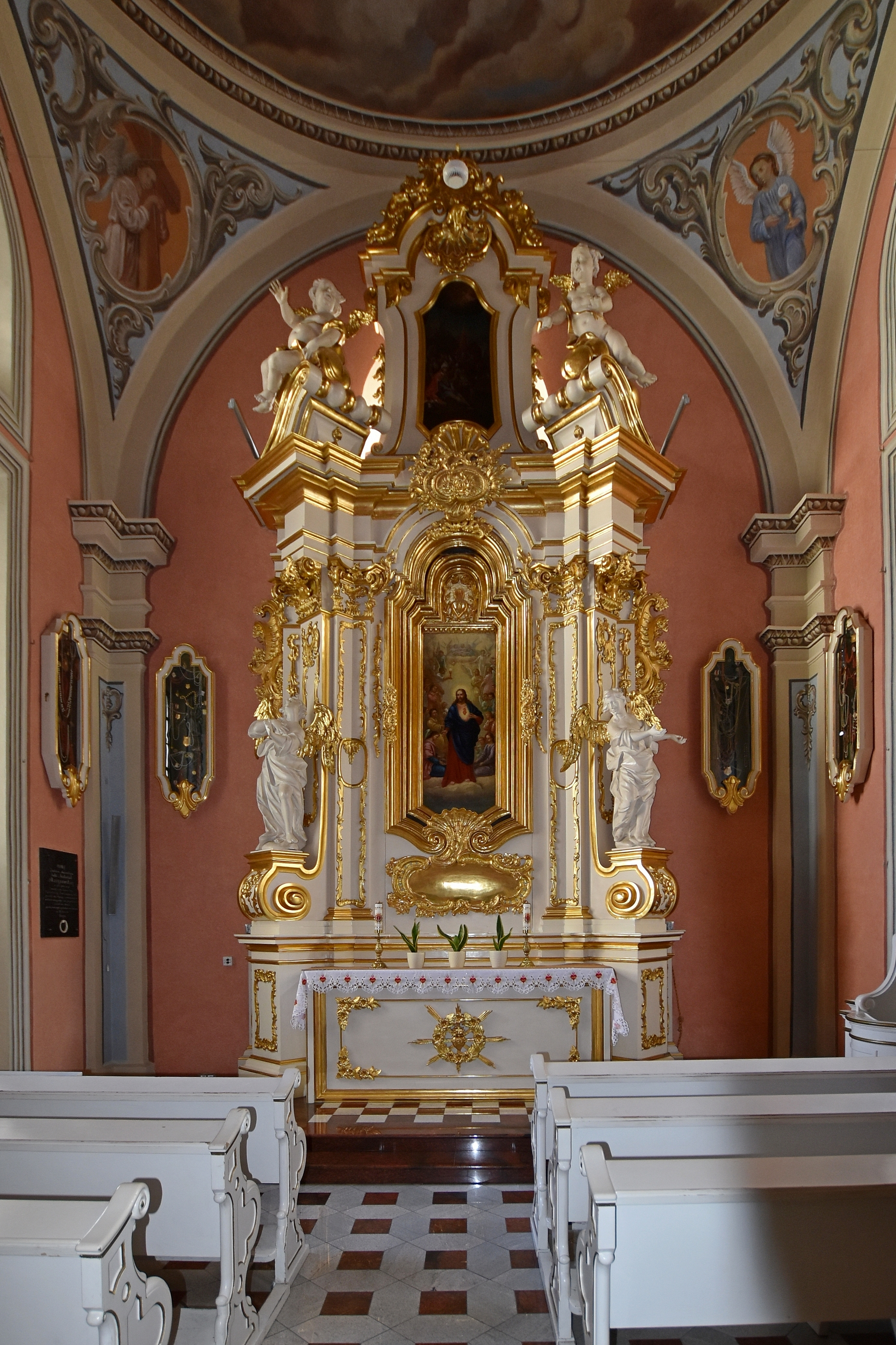
Jeden z ołtarzy bocznych

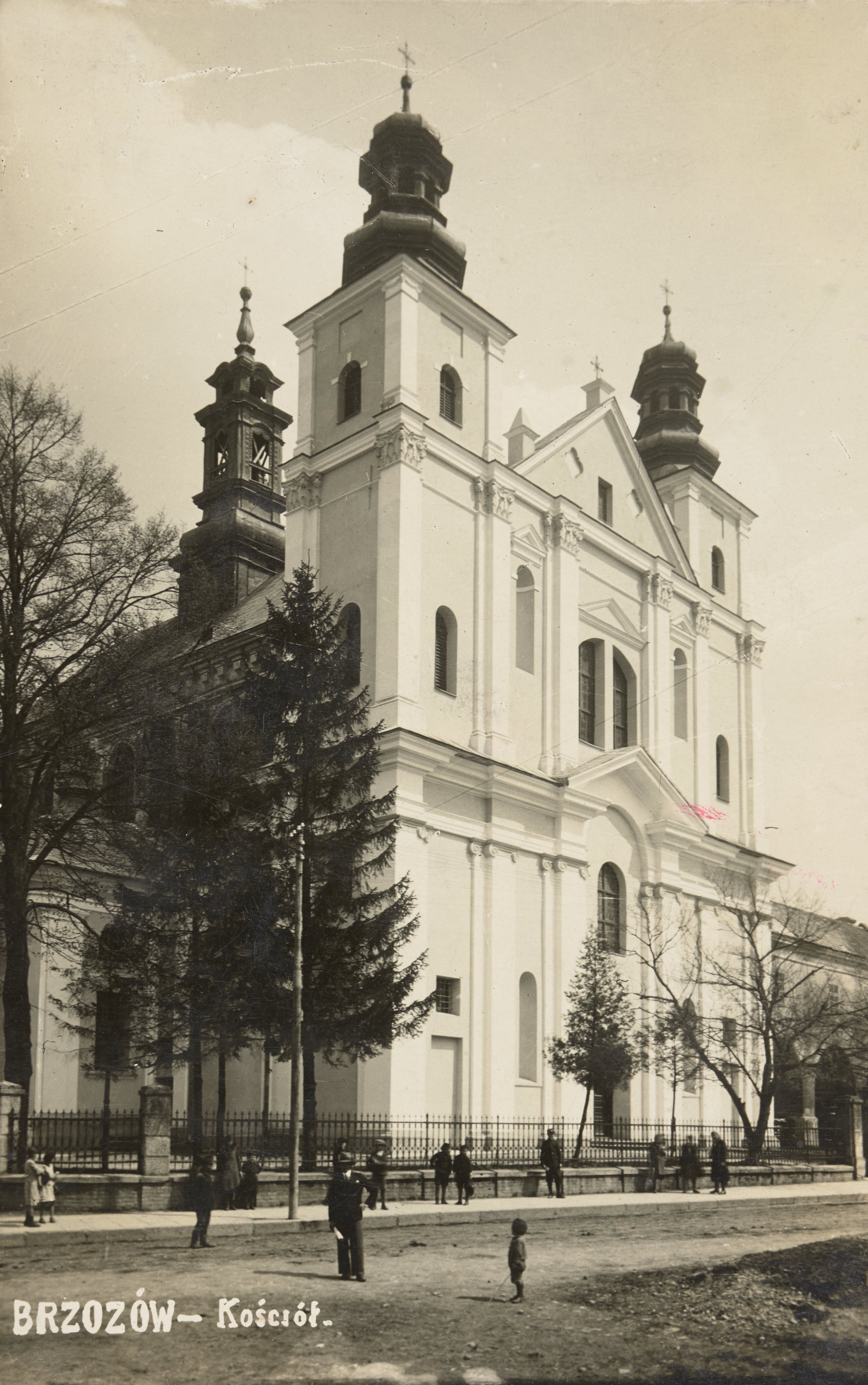
Widok kościoła przed 1939

Bazylika kolegiacka pw. Przemienienia Pańskiego w Brzozowie – zabytkowy kościół rzymskokatolicki, barokowy stojący na ziemi brzozowskiej. Zbudowany został w latach 1676–1686, a konsekrowany był w 1688. Dwie wieże pochodzą z lat 1718–1724. Jest murowany z cegły i kamienia oraz potynkowany. Budowla jest orientowana, bazylikowo-emporowa, trójnawowa, z fasadą dwuwieżową i dwoma późnobarokowymi kaplicami, po obu stronach korpusu: pierwsza Matki Bożej Ognistej, a druga Serca Pana Jezusa i św. Wincentego á Paulo.

## Historia
Brzozów leżący na Pogórzu Strzyżowsko-Dynowskim, w dolinie Stobnicy, w historycznej ziemi sanockiej, swoje powstanie zawdzięcza Kazimierzowi Wielkiemu, który po przyłączeniu Rusi do Polski zasiedlał pas graniczny. Tereny te, leżące na szlakach handlowych, z których szczególnie ważny był szlak wiodący ze Lwowa na Węgry, wymagały szybkiego zagospodarowania.
Dokument lokacyjny Brzozowa z 2 października 1359 roku nadawał 50 łanów frankońskich zasadźcy, Stefanowi Wojostowi, pod warunkiem, że ten założy wieś na prawie magdeburskim. Lokacja dotyczyła polany śródleśnej zwanej Brzozowa, położonej nad Stobnicą. W dokumencie 2 łany frankońskie przypadały rektorowi kościoła, a więc dawał podstawy do tworzenia równolegle z administracją świecką, administracji kościelnej. Daty powstania brzozowskiej parafii nie da się jednoznacznie ustalić, gdyż nie zachowały się żadne przekazy. Niektórzy historycy zaliczają parafię brzozowska do jednej z dwudziestu najstarszych parafii w ówczesnej diecezji przemyskiej i uważają, że powstała ona przed rokiem 1375. Ks. Mrowiński budowę pierwszego kościoła (na terenie obecnej Starej Wsi) wiąże z osobą ks. Łubieńskiego, późniejszego biskupa przemyskiego i datuje go na rok 1399. Podstawą do takiego datowanie jest dokument wizytacji biskupa Doenhoffa przeprowadzonej w 1699, w którym to dokumencie można przeczytać: kaplica ta położona jest w miejscu nader przyjemnym... zbudowana była, jak poświadcza Alembek (sporządzający opis) od Janusza z Lubina w 1399.
Obszar diecezji przemyskiej, do której należała parafia brzozowska, był rozległy, słabo zaludniony, o dochodach, które nie wystarczały na utrzymanie dworu biskupiego na odpowiednim poziomie. Już pierwszy biskup, Eryk Winsen, chcąc zapewnić biskupstwu odpowiednie dochody, stara się usilnie o jego dodatkowe uposażenie. Starania te dały pozytywny rezultat. W 1384 królowa Maria Węgierska nadała biskupom przemyskim i ich następcom 5 wsi, w tym wieś Brzozową. Równocześnie z donacją miejscowości te były wyłączone spod wszelkiej zależności władz świeckich.
Brzozów, jako własność biskupów przemyskich, otrzymał prawa miejskie przed 1386 rokiem, w tym bowiem roku w dokumencie jest wymienione, według Adama Fastnachta, wójtostwo brzozowskie. Brak aktu lokacyjnego nie pozwala jednoznacznie stwierdzić przez kogo był wydany. Lokacja miasta była na terenach położonych na południe od pierwotnej lokacji wsi. Późniejsze źródła potwierdzają, że miasto było lokowane na obszarze 12 łanów frankońskich (ok. 290 ha). Początkowo jako wieś, później jako miasto Brzozów przez przeszło cztery stulecia związany był z biskupami przemyskimi, którzy przyczynili się w niemałym stopniu do jego rozwoju. Gdy bp Chrząstowski (1435–1452) zbudował przy wjeździe do Brzozowa, od strony północnej, dwór, miasto zaczęło pełnić funkcję zamiejscowej rezydencji biskupów przemyskich, w której z czasem coraz chętniej przebywali biskupi. Niektórzy zamieszkiwali w Brzozowie na stałe. W relacji do Stolicy Apostolskiej w 1744 bp Sierakowski (1742–1760) wyraźnie zaznaczał, że Brzozów jest rezydencją biskupów przemyskich, gdyż jest dogodniejszy dla dworu biskupiego niż Przemyśl. Brzozów z czasem zaczął pełnić ważną funkcję gospodarczą, tu bowiem mieściła się siedziba władz brzozowskiego klucza dóbr stołowych biskupów przemyskich, do którego należały oprócz Brzozowa, Stara Wieś, Blizne, Domaradz i Golcowa.
Pierwszy kościół położony w granicach miasta datowany jest na początek XV wieku z fundacji, jak niektórzy historycy przypuszczają, bpa Chrząstowskiego. Położenie tego pierwszego, drewnianego kościoła w zasadzie odpowiada obecnej lokalizacji. Kościół otrzymał tytuł Bożego Ciała. 12 marca 1657 roku kościół spłonął w pożarze wznieconym przez wojska księcia siedmiogrodzkiego Jerzego II Rakoczego. W zgliszczach kościoła znaleziono ocalony obraz Matki Bożej Pocieszenia. Od tego czasu nazywany jest obrazem Matki Boskiej Ognistej. Jako „łaskami słynący” został w 1858 roku koronowany koronami biskupimi.
Kościół murowany zaczęto budować w 1676 roku, z fundacji bpa Stanisława Sarnowskiego, za kadencji ks. kan. Stanisława Bogusławskiego, prepozyta brzozowskiego. Do czasu przeniesienia biskupa na biskupstwo kujawskie wzniesiono mury nawy głównej i przykryto transeptowe kaplice. Żegnając się z Brzozowem w roku 1677 bp Sarnowski dokończenie budowy powierzył prepozytowi brzozowskiemu, ks. Bartłomiejowi Misiałowiczowi, zostawiając na ten cel 100 tys. zł. Konsekracji kościoła dokonał bp przemyski Stanisław Zbąski 30 maja 1688 roku kościół otrzymał tytuł Przemienienia Pańskiego.
Kościół był budowany, przypuszczalnie według projektu Jakuba Solariego, pierwotnie jako jednonawowy z dwiema transeptowymi (poprzecznymi) kaplicami. Już w trakcie wznoszenia murów nawy głównej zaczęły się pojawiać zarysowania. Mury usztywniono przyporami. Wzmocnienie okazało się mało skuteczne. Gdy w bezpośrednim sąsiedztwie kościoła zaczęto wykonywać wykopy pod budynek seminaryjny, zaczęły się na nowo rysować mury i sklepienie. Z fundacji bpa Wacława Hieronima Sierakowskiego, w celu wzmocnienia budowli dobudowano nawy boczne i dwie kaplice. W 1745 bp Sierakowski sprowadził do Brzozowa księży misjonarzy, którzy w roku 1760 utworzyli seminarium duchowne, drugie w diecezji po przemyskim. W brzozowskiej kolegiacie późniejszy biskup warmiński Ignacy Krasicki przyjął 19 maja 1757 roku święcenia kapłańskie z rąk biskupa Sierakowskiego. Bp Michał Wodzicki (1760–1764), następca bpa Sierakowskiego, spiął sklepienie żelaznymi ankrami (ściągami).
Wcześniej, w roku 1723 za biskupa Krzysztofa Szembeka (1719–1724), odbył się w Brzozowie w dniach 11 i 12 lipca synod diecezjalny. Staraniem tegoż biskupa, za zgodą kapituły przemyskiej, utworzona została Brzozowska Kapituła Kolegiacka. Kościół brzozowski został podniesiony do godności kolegiaty. Bp Szembek dokończył budowę wież frontowych.
Po pierwszym rozbiorze Brzozów wraz z całą ziemią sanocką znalazł się w zaborze austriackim. Ówczesny biskup przemyski, Kierski naprawił dach na kolegiacie, ufundował nową, kamienną posadzkę w kościele (1772). Pierwszy rozbiór Polski rozpoczął proces zmniejszenia znaczenia Brzozowa jako ośrodka w strukturze diecezji przemyskiej. Zniesienie kolegiaty i kapituły (1788), Seminarium Duchownego (1783) oraz kasata Księży Misjonarzy wpłynęło nie tylko na zahamowanie rozwoju brzozowskiej parafii, ale i samego miasta. Odtąd właściciele Brzozowa, biskupi przemyscy, rzadziej przebywali w rezydencji brzozowskiej.
W roku 1858 w kościele brzozowskim odbyła się podniosła uroczystość koronacji wizerunku Matki Bożej Ognistej koronami biskupimi. Uroczystość ta związana była z setną rocznicą przeniesienia do kaplicy bocznej przez bpa Sierakowskiego tego obrazu. Koronacji dokonał, z upoważnienia bpa Wierzchlejewskiego, ks. Józef Ziemiański – rodak brzozowski.
Kościół wielokrotnie był odnawiany i remontowany. W latach 1902–1905 odnowiono ołtarze (przemalowując je), wymieniono posadzkę. W okresie międzywojennym działają na terenie parafii różne organizacje świeckie. Działa Akcja Katolicka, Świeckie Stowarzyszenia Mężczyzn Katolików, Stowarzyszenie Katolickie Kobiet, Stowarzyszenie Młodzieży Męskiej, Katolickie Stowarzyszenie Młodzieży Żeńskiej, Sodalicja Mariańska. Ważne miejsce wśród zadań prowadzonych przez te organizacje zajmowała akcja pomocy ubogim.
Od 1939 na terenie parafii znajdowało się przedszkole prowadzone przez Siostry Służebniczki NMP ze Starej Wsi. Tutaj pracowała s. Celestyna Faron, która czynnie uczestniczyła w konspiracji, kolportowała m.in. prasę. Aresztowana w 1942 przeszła przez więzienia w Jaśle i Tarnowie, skąd trafiła do Oświęcimia. Zmarła na skutek wyczerpania w noc Wielkiej Soboty 1944 roku. Ojciec Święty Jan Paweł II ogłosił ją błogosławioną.
Życie religijne Brzozowa uległo podczas okupacji niemieckiej znacznemu ograniczeniu. W pierwszym kwartale 1941 roku, pod pretekstem epidemii tyfusu, zamknięto kościół. Mimo to w kościele przez cały czas odbywały się nabożeństwa, codziennie, wcześnie rano, odprawiano Mszę św. wchodząc do kościoła bocznym wejściem. Na terenie parafii działał oddział Rady Głównej Opiekuńczej, na którego czele stał ks. Kociak, brzozowski wikary.
Osobnym wydarzeniem było przeniesienie Seminarium Duchownego z Przemyśla do Brzozowa Zdroju. W Przemyślu, znajdującym się od 1939 pod okupacją sowiecką, nie było warunków do w miarę normalnego funkcjonowania seminarium. Otwarcie leśnego seminarium obyło się 10 maja 1940 roku. Ogółem wyświęcono 93 księży.
Gruntowny remont przeszedł kościół jednak dopiero w latach 1969–1972. Z inicjatywy brzozowskiego proboszcza, ks. Juliana Pudły, przy wydatnej pomocy ks. Tomasza Zięby uratowano kościół, którego zły stan groził zawaleniem. Opasano wówczas mury od zewnątrz wieńcami żelbetowymi, wzmocniono filary wewnętrzne, część sklepienia nad prezbiterium pokrytego freskami podwieszono do nowego sklepienia żelbetowego, nad pozostałą częścią wykonano nowe sklepienie. Później przystąpiono do renowacji i konserwacji zabytkowego wyposażenia wnętrza. Odrestaurowano organy, ławki stalle, konfesjonały, a przede wszystkim ołtarz główny i dwa ołtarze boczne w transeptowych kaplicach. W latach 2000–2004 prowadzone były prace przy elewacji kościoła, położono też nową nawierzchnię na placu przy kościele.
3 kwietnia 1975 roku, przychylając się do prośby ordynariusza przemyskiego, prymas ks. kardynał Stefan Wyszyński na mocy specjalnych upoważnień udzielonych mu przez Stolicę Apostolską przywrócił kolegiatę.
Wyjątkowy charakter miały obchody 300. rocznicy konsekracji kościoła, połączone z III Tygodniem Kultury Katolickiej. Wzięli w nich udział ks. abp Ignacy Tokarczuk, biskupi pomocniczy: Stefan Moskwa, Edward Białogłowski, Bolesław Taborski. Liczny był też udział wiernych.
Podniosły charakter miały również obchody 300. rocznicy śmierci ks. Bartłomieja Misiałowicza w 1993, budowniczego brzozowskiego kościoła. Czterodniowe uroczystości zakończyła Msza św. koncelebrowana pod przewodnictwem ks. abp. Ignacego Tokarczuka, który wygłosił też homilię. Odbyła się również sesja popularnonaukowa poświęcona pamięci ks. Misiałowicza i jego dokonaniom. Podczas obchodów otwarto bibliotekę parafialną i nadano jej imię ks. Bartłomieja Misiałowicza.

### Kalendarium kościelnych dziejów
- 1359 – przywilej lokacyjny Kazimierza Wielkiego na założenie wsi Brzozowa
- 1384 – nadanie, przez królową Marię, Brzozowa jako uposażenia biskupów przemyskich
- 1386 – nadanie praw miejskich i przeniesienie lokacji na obecne miejsce
- 1399 – przypuszczalna data budowy i konsekracji kaplicy na miejscu pierwotnej lokalizacji, początek XV wieku – budowa kościoła w Brzozowie (mieście)
- 1437 – nadanie odpustów cechowi szewców
- 1450 – erekcja Bractwa Kapłańskiego
- 1487 – pierwsza wzmianka o szkole parafialnej
- 1497 – fundacja szpitala dla ubogich
- 1518 – powstanie Bractwa Literatów NMP
- 1523 – budowa drewnianej dzwonnicy
- 1529 – konserwacja kościoła szpitalnego pw. św. Zofii
- 1539 – nadanie przywileju cechowi szewców
- 1543 – erekcja altarii Arcybractwa Kapłańskiego przy ołtarzu św. Anny
- 1552 – powstanie Bractwa św. Anny
- 1594 – pożar Brzozowa
- 1597 – nadanie przywileju dla cechu kuśnierzy
- 1597 – wznowienie erekcji Bractwa Literackiego
- 1610 – erekcja Bractwa Różańcowego
- 1630 – zamiana parafialnego kościoła na prepozyturalny
- 1630 – erekcja misjonarzy
- 1657 – najazd Rakoczego i spalenie miasta wraz z kościołem prepozyturalnym szpitalnym
- 1678 – rozpoczęcie budowy nowego, murowanego kościoła
- 1688 – konsekracja nowego kościoła pw. Przemienia Pańskiego
- 1697 – budowa nowego kościoła szpitalnego
- 1698 – poświęcenie nowego, drewnianego kościoła w Starej Wsi
- 1699 – wizytacja ks. Molińskiego (z upoważnienia biskupa Doenhoffa)
- 1701 – ukończenie budowy ołtarza głównego
- 1722 – wizytacja biskupa Szemberka
- 1723 – przemyski synod diecezjalny w Brzozowie (ostatni synod diecezjalny przemyski w Polsce przedrozbiowej; następny odbył się w 1902)
- 1723 – dokończenie budowy i pokrycie wież frontowych blachą miedzianą
- 1724 – erekcja kolegiaty, nadanie statutów
- 1726 – erekcja szpitala i kanonii w Starej Wsi
- 1728 – przybycie oo. paulinów do Starej Wsi
- 1745 – wizytacja biskupa Wacława Hieronima Sierakowskiego
- 1745 – przybycie misjonarzy do Brzozowa
- 1746 – utworzenie dekanatu brzozowskiego
- 1751 – erekcja archidiakonatu brzozowskiego
- 1752 – uszkodzenie dachu na kolegiacie
- 1757 – druga wizytacja biskupa Sierakiwskiego
- 1758 – dobudowanie naw bocznych i kaplic Matki Boskiej Ognistej i św. Wincentego
- 1760 – konsekracja murowanego kościoła w Starej Wsi pw. NMP
- 1760 – erekcja Seminarium Duchownego w Brzozowie
- 1760 – poświęcenie Domu Misjonarzy
- 1783 – zniesienie Seminarium Duchownego w Brzozowie i przejęcie budynku przez Fundusz Religijny (wystawiony na licytację, kupiony przez biskupa Gołaszewskiego i przekazany Kapitule Katedralnej w Przemyślu)
- 1783 – utworzenie konsynstora w Przemyślu, Brzozowie i Zamościu
- 1784 – zniesienie klasztoru oo. Paulinów w Starej Wsi
- 1784 – zniesienie wszystkich bractw kościelnych
- 1787 – ostatnia sesja kapituły kolegiackiej
- 1788 – dekret władz autorskich zezwalający tylko na trzech kapłanów w Brzozowie
- 1821 – przybycie oo. jezuitów do Starej Wsi
- 1852 – erekcja parafii w Starej Wsi
- 1858 – obchód 100-lecia wprowadzenia obrazu Matki Boskiej Ognistej do wybudowanej nowej kaplicy
- 1858 – koronacja koronami biskupimi obrazu MB Ognistej
- 1902–1905 – odnowienie kościoła, dzwonnicy i ogrodzenia, przemalowanie ołtarza głównego w kolorze zielonym
- 1920 – odkupienie przez Komitet Parafialny w Brzozowie od Kapituły Katedralnej w Przemyślu budynku pomisjonarskiego
- 1927 – uruchomienie zdroju pod Brzozowem i domu wypoczynkowego dla kleryków
- 1931 – remont sygnatury
- 1937 – pokrycie dachu blachą miedzianą
- 1937 – instalacja elektryczna w kościele
- 1941–1946 – w Brzozowie-Zdroju działa Seminarium Duchowne
- 1659 – obchody 600-lecia Brzozowa, zjazd absolwentów Gimnazjum i Liceum Ogólnokształcącego w pięćdziesiątym roku powstania
- 1960 – wykonanie odwodnienia terenu przykościelnego, zradiofonizowanie kościoła
- 1967–1971 – remont kapitalny kościoła – wymiana sklepień i inne prace zabezpieczające
- 1975 – rozporządzenie prymasa Polski ks. kard. Stefana Wyszyńskiego o wznowieniu kapituły kolegiackiej
- 1976 – formalne wznowienie kapituły kolegiackiej przez biskupa Ignacego Tokarczuka
- 1988 – nadanie dekretem ks. bpa Tokarczuka Statutów dla Brzozowskiej Kapituły Kolegiackiej
- 1988 – obchody 300-lecia konsekracji kościoła w Brzozowa
- 1988 – poświęcenie Domu Katechetycznego im. ks. Misiałowicza
- 1993 – obchody 300. rocznicy śmierci ks. Misiałowicza, budowniczego kościoła w Brzozowie
- 1995 – poświęcenie przez ks. abpa Józefa Michalika kaplicy
- 1995 – wotum w Brzozowie-Zdroju wybudowanej w miejscu, w którym w latach 1941–1946 funkcjonowało seminarium przeniesione z Przemyśla do Brzozowa
- 1995 – rozpoczęcie prac przy głównym ołtarzu
- 1996 – poświęcenie nowych organów przez ks. abpa Józefa Michalika
- 1997 – otwarcie kaplicy Wieczystej Adoracji (kaplicy Najświętszego Serca Jezusowego i św. Wincentego)
- 2000 – ukończenie renowacji ołtarza głównego
- 2000–2003 – renowacja elewacji wraz z remontem wież frontowych
- 2004 – wymiana nawierzchni wokół kościoła, poświęcenie pomnika św. Józefa Sebastiana Pelczara
- 2005 – ustanowienie św. Jana Chrzciciela i bł. s. Celestyny Faron patronami miasta i parafii, poświęcenie figur patronów umieszczonych we wnękach na frontonie kościoła, konserwacja i renowacja obrazu i ołtarza Matki Bożej Ognistej
- 2017 – podniesienie kolegiaty do godności bazyliki mniejszej przez papieża Franciszka

## Wyposażenie

### Organy

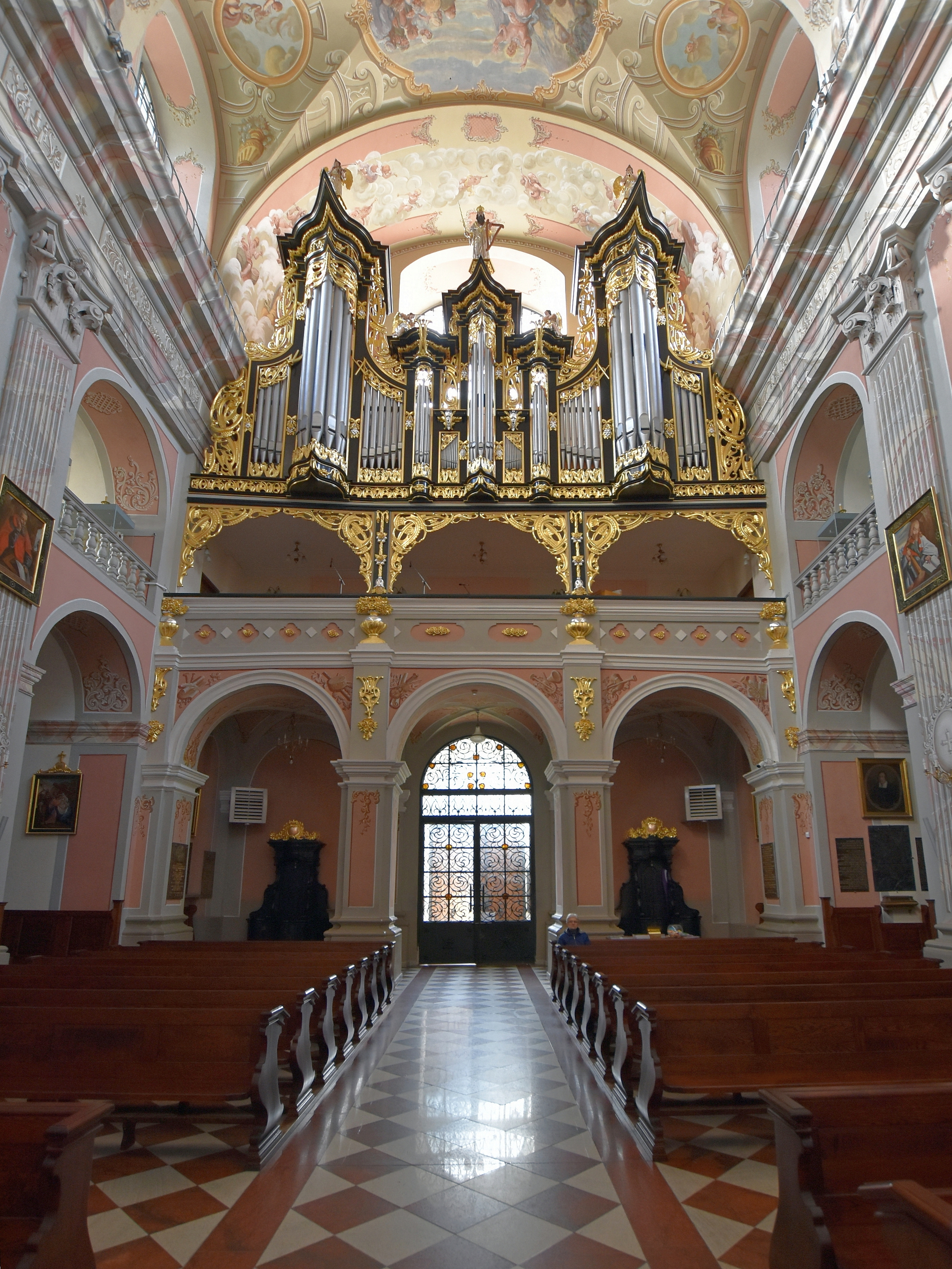
Organy

W części zachodniej nawy znajduje się prospekt organowy. Organy wzmiankowane są po raz pierwszy w protokole powizytacyjnym biskupa Doenhoffa z 1699. Ks. Moliński wizytując parafię z upoważnienia biskupa podał, że "na chórze murowanym nad wielkimi drzwiami iest organ". Protokół zawiera także wzmiankę o tym, że prospekt ozdobiony jest figurą anioła podtrzymującego organy. Obszerniejszy opis zawiera protokół powizytacyjny z 1745. Można w nim wyczytać: "Struktura Stolarska czarno Malowana".
Barokowy prospekt organowy pochodzący z końca XVII wieku był bogato zdobiony. W zwieńczeniu umieszczono figurę króla Dawida grającego na harfie (był biegły w muzyce i poezji, jak tego dowodzą jego pieśni) i dwa muzykujące anioły ze skrzypcami i trąbą oraz liczne uszaki z ornamentem chrząstkowo-małżowinowymi. Rzeźby prawdopodobnie powstały w warsztacie krośnieńskim. Prospekt był niewielki, zajmował ok. 1/3 długości chóru. Organy były w przeszłości przebudowywane, wiadomo o remoncie z 1865 i z 1902. Ten ostatni był przeprowadzony przez organistę z pobliskiego Jasionowa Alojzego Koniecznego (zainstalował drugi manuał i wstawił 4 nowe głosy, zwiększając ich liczbę do 16).
Podczas przeprowadzanego od 1969 remontu kapitalnego kościoła dokonano również przebudowy organów. Ponieważ ich stan techniczny budził zastrzeżenia, zlecono ks. dr Janowi Chwałkowi z Lublina przeprowadzenie ekspertyzy. Zdaniem rzeczoznawcy instrument nie przedstawiał większej wartości muzycznej ani technicznej, nie reprezentował też wysokiej klasy rzemiosła organmistrzowskiego. Ponadto rozmiary – architektoniczne i brzmieniowo – organów dotychczasowych były zbyt szczupłe dla wnętrza monumentalnej świątyni. Przebudowy organów podjął się organmistrz z Wrocławia Józef Cynar. Jego autorstwa jest, oprócz ułożenia dyspozycji głosów i czuwania nad całością prowadzonych prac, nowy prospekt organowy (projekt zatwierdzony został przez służby konserwatorskie). Nowy prospekt został rozbudowany, znalazły się w nim także elementy ze starego prospektu. W nowym prospekcie nie znalazł miejsca tylko anioł podtrzymujący organy, wymieniony w opisie z 1699. Po zabiegach konserwatorskich znajdzie on miejsce w planowanym Muzeum Parafialnym. Figury ze zwieńczenia: Dawid i muzykujące anioły zostały umieszczone ponownie w zwieńczeniu. Cała część środkowa obecnych organów i uszy z ornamentem zostały przeniesione, po zakonserwowaniu, ze starej szafy. Całość umieszczono na nowym żelbetowym pomoście. Rzeźby i elementy ornamentyki zostały uzupełnione przez Henryka Ciporę z Krzywego, szafę organową wykonali Józef i Stanisław Pudło z Korczyny, konserwacja zabytkowych rzeźb i złocenie są dziełem Adama Kruka i Janusza Kaspera z Krakowa.

### Ambona

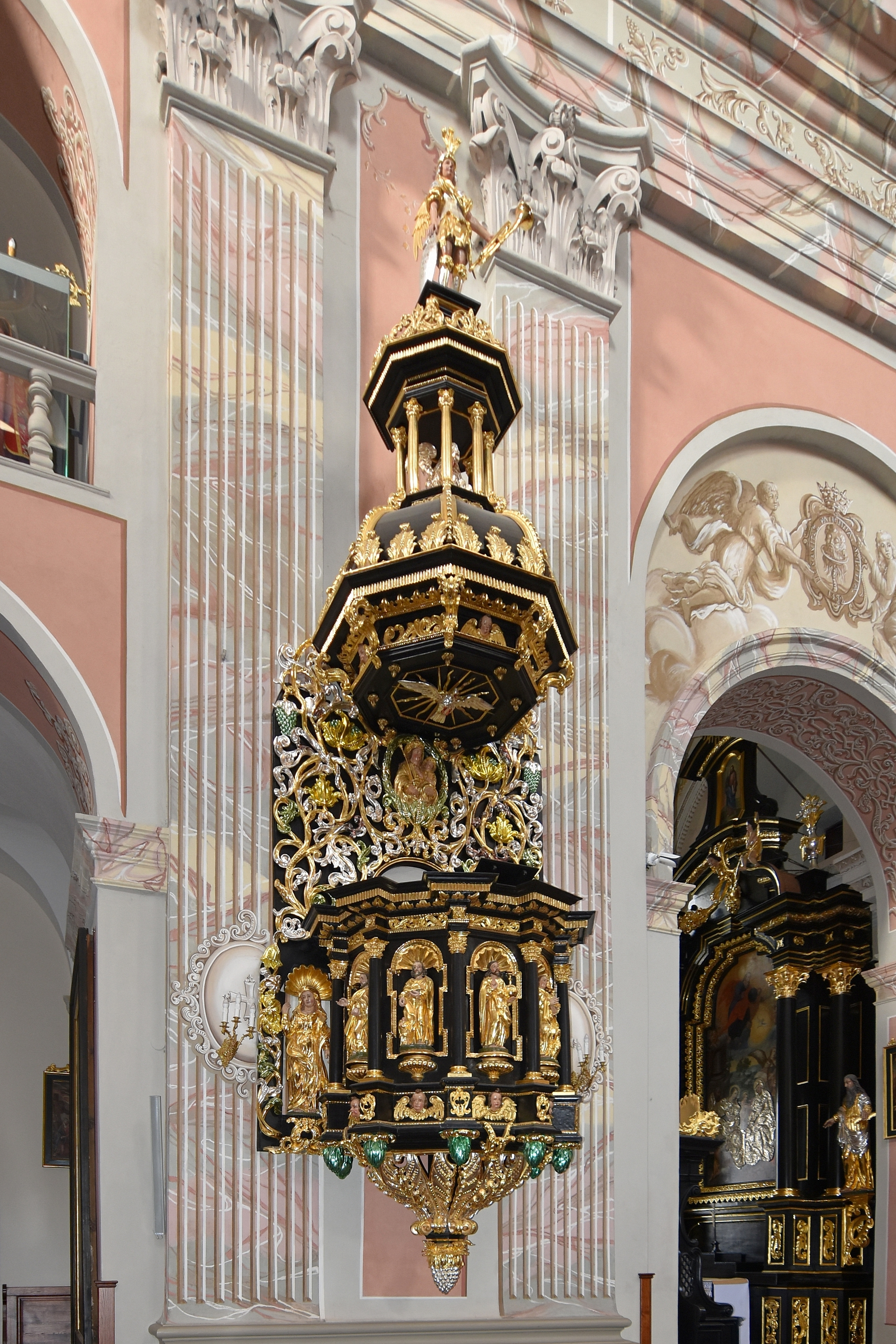
Ambona

Ambona brzozowska ze wszystkich pochodzących z tego okresu (ambona w farze w Krośnie i w Bieczu, Kościele Mariackim i św. Józefa w Krakowie) jest najbardziej rozbudowana pod względem ikonograficznym. Jest szczególnie ozdobna i charakteryzuje się wysokim poziomem artystycznym. Historycy sztuki uważają, że jest ona dziełem krośnieńskich i brzozowskich rzemieślników, prawdopodobnie uczniów Hankisza z Krakowa.
Bardzo bogata jest, jak już wspomniano, wymowa ikonograficzna. Oprócz bogatych zdobień motywami roślinnymi (liście i owoce winogron, liście akantu), kolumnami i główkami aniołów, bardzo czytelna jest wymowa rzeźb figuralnych. Na korpusie w niszach występują złocone i polichromowane rzeźby: Chrystusa z insygniami władzy królewskiej, czterech ewangelistów, świętych Piotra i Pawła oraz przedstawienie Niepokalanego Poczęcia Maryi (zanim ogłoszono oficjalnie dogmat rozwijał się w Polsce od XVI w. kult o Niepokalanym Poczęciu Maryi). Wyżej występują rzeźby świętych Joachima i Anny – rodziców Matki Bożej. Z tych rzeźb wyrasta bujna wić winnej latorośli, tworząc zaplecek z medalionem Matki Bożej z Dzieciątkiem. Baldachim zdobiony liśćmi akantu zwieńczony jest ażurową latarnią z rzeźbą pelikana karmiącego młode w środku (symbolem Chrystusa) i św. Michałem Archaniołem na szczycie, który jest przedstawiony w pozycji stojącej, w stroju rycerza, w hełmie z pióropuszem na głowie, z trąbką w lewej ręce, opierając prawą na tarczy z napisem Mi-ka-el (symbolizuje zwycięską walkę z szatanem). W podniebieniu rzeźba Gołębicy Ducha św. Całość stanowi bogatą w treść religijną grupę związaną z przeznaczeniem użytkowym ambony jako miejsca głoszenia kazań, wskazując symboliką na źródło głoszonego słowa.
Poziom artystyczny rzeźb umieszczonych na ambonie jest różny. Na ogół na dobrym poziomie wykonane są twarze, znacznie słabsze są ręce i nogi, co może wskazywać na to, że figury wykańczane były przez uczniów w zakładzie rzeźbiarskim. Części konstrukcyjne ambony pierwotnie były malowane na czarno, w 1905 zostały przemalowane na kolor ciemnozielony, z wyjątkiem baldachimu. Z zachowanych dokumentów wynika, że jedyne prace restauracyjne przy ambonie przeprowadzone były w latach 1902–1905 przez architekta Stanisława Majerskiego. Wykonane prace ograniczyły się do drobnych zabiegów konserwatorskich i przemalowań. Prawdopodobnie w tym czasie dorzeźbiono dwie główki aniołków, które poziomem odbiegają od pozostałych rzeźb.
Kompleksowym zabiegom konserwatorskim poddano ambonę w latach 1991–1992. Prace zlecono Zakładowi Konserwacji Zabytków Strużyńskich z Krakowa. W uzgodnieniu z inwestorem (proboszczem oraz przedstawicielami parafii) i rzeczoznawcami Ministerstwa Kultury i Sztuki podjęto decyzję o całkowitym usunięciu przemalowań i przywróceniu pierwotnego wyglądu polichromii rzeźb (stwierdzono znaczne ubytki oryginalnej polichromii na nogach rzeźb figuralnych, a np. na rzeźbie św. Mateusza zupełny jej brak). Po oczyszczeniu, zaimpregnowaniu i uzupełnieniu ubytków drewna w strukturze ambony, pozostawiono przemalowania wykonane w 1905 (kolor ciemnozielony), a warstwę malarską uzupełniono według zachowanej kolorystyki. Uzupełniono również złocenia dostosowując je do pierwotnego wyglądu (zmatowienia, połysk).

### Chrzcielnica w kaplicy św. Anny
W kaplicy św. Anny umieszczona jest chrzcielnica (pokrywa wymieniona w inwentarzu w 1699, ale już w 1745 wymieniona jest podstawa z czarnego marmuru). Chrzcielnica barokowa z przełomu XVII/XVIII wieku, odnawiana w 1905 przez Majerskiego i ostatnio w 1978 przez Adama Kruka i Juliusza Kaspera z Krakowa. Podstawa kolista wbudowana w kąt kaplicy (przeniesiona w to miejsce po 1750). Trzon tralkowy, czasza kanelowana, wewnątrz cynowy zbiornik na wodę. Wykonana jest z tzw. czarnego marmuru dębickiego. Pokrywa ażurowa, drewniana, silnie wysklepiona na kształt kopuły, złocona. Dekoracja plastyczna przedstawiająca liście akantu, kwiaty róży, rozety, palmety i astragale. Pokrywa zwieńczona rzeźbioną grupą figuralną z wyobrażeniem Chrztu Chrystusa. Na kolistej podstawie fragment skały z figurami Chrystusa i św. Jana Chrzciciela. Chrystus stoi niżej, pochylony, z rękami złożonymi na piersiach. Nad nim znajduje się Jan Chrzciciel z proporcem w lewej ręce, w prawej, uniesionej, trzyma miseczkę, z której polewa wodą głowę Chrystusa. Postacie są półodkryte, ubrane w długie, fałdziste płaszcze w kolorze złotym.

### Epitafia
Wykonawcy testamentu ks. Bartłomieja Misiałowicza dla podkreślenia jego zasług ufundowali epitafium. Epitafium, malowane olejno na płótnie, zostało odnalezione podczas ostatniego remontu kościoła. Było nieodpowiednio przechowywane, istniały uzasadnione obawy, czy da się go uratować.
Dzięki zabiegom konserwatorskim wykonanym w pracowni Barbary Palusińskiej z Krosna udało się przywrócić pierwotny wygląd epitafium. Tekst i znajdujący się wokół rokokowy ornament wykonany został w kolorze złoto-żółtym na niebieskim tle. Epitafium, które pierwotnie według przekazów, wisiało pod portretem ks. Misiałowicza na ścianie bocznej nawy głównej (kościół był wówczas jednonawowy), umieszczono po odnowieniu naprzeciw wiszącego portretu w przejściu między nawą główną a boczną. Tekst napisany został po łacinie (niżej zamieszczono przekład, którego dokonał ks. Zygmunt Trojnar – dziekan brzozowski, proboszcz w Przysietnicy).
Wszechmogącemu Bogu Najwyższemu

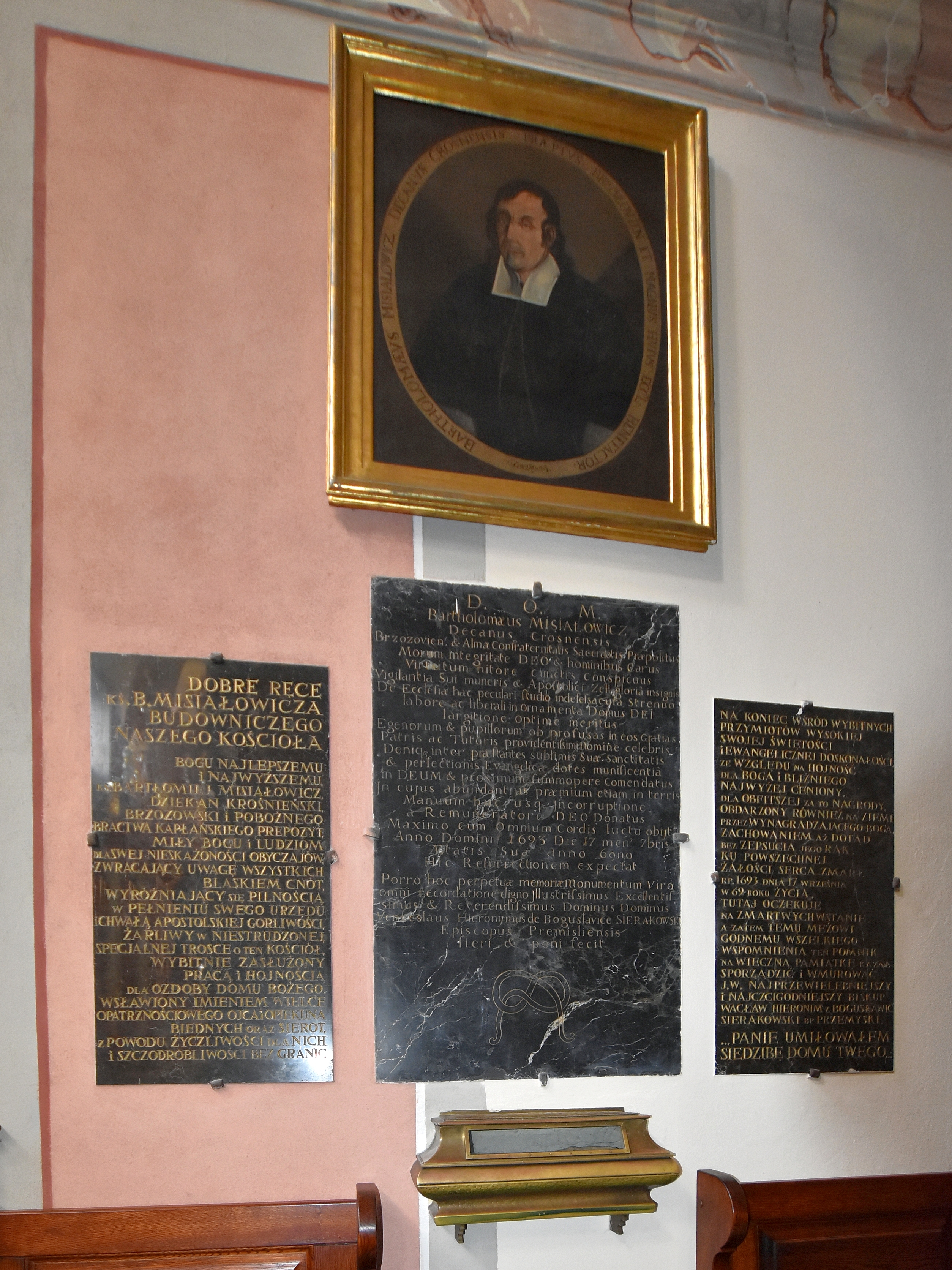
Epitafium Bartłomieja Misiałowicza

Przechodniu, widzisz na tym obrazie wyżej powieszonym

męża, który był miły Bogu i ludziom, pamięć o nim sławią wszyscy.

Za życia był najbardziej troskliwym

Dziekanem Krośnieńskim i najbardziej godnym

Prepozytem Brzozowskiego dobroczynnego Bractwa

Kapłańskiego dla wszystkich jaśniał godnością

i wszystkich oświecał cnotą. Chcesz widzieć męża hojnego?

Oto ukazuje go ten kościół, Niegdyś niewykończony i zaniedbany

a obecnie

ukończony i ozdobiony przez niego

jak oblubienica dla swego męża.

Boleją ubodzy, że stracili swego Tytusa,

Który jeśli nie wzbogacił godziny dobrodziejstwem

uważał, że dzień stracił.

Chcesz widzieć męża łagodnego?

Oto wszyscy podwładni nazywają go

swoim Ojcem, Opiekunem i Obrońcą,

poszczególni zaś wzdychają ze łzami

oby się nigdy nie narodził

albo aby narodzony nie zaznał śmierci.

W końcu wyczerpany wiekiem i pracą

a niestrudzony w cnotach

zmarł w wieku 69 lat w roku 1693 17 grudnia,

w tym ostatnim roku siódmej dekady nie będąc dziekanem,

nie ukończywszy jej, zostawiając na zawsze

swoją śmiercią

ból we wszystkich domach.

Wykonawcy testamentu tę tablicę ufundowali.
Podczas prowadzonych prac związanych prawdopodobnie z rozbudową kościoła w połowie XVIII wieku odkryto szczątki ks. Misiałowicza. Pochowane były, według zachowanych przekazów, przed ołtarzem głównym, zapewne w istniejącej krypcie w prezbiterium. W chwili ich znalezienia ręce znajdowały się w stanie naturalnego zmumifikowania. Znalezione ręce umieszczono w specjalnie do tego celu wykonanej trumience. Trumienkę wykonano z miękkiego drewna i pomalowano z zewnątrz w kolorze ciemnopopielatego marmuru z jaśniejszymi żyłkami. Wnętrze trumienki wyłożono czerwonym jedwabiem.
Na trumience umieszczony został napis Ręce Imci X Bart. Misiałowicza niegdyś Proboszcza Brzozowskiego podczas exhumacyi w wielkim Ołtarzu w połowie poniszczone znaleziono. Z boku umieszczony był dopisek wykonany farbą nieco jaśniejszą od tła umarł 10. 1693, wykonany już zapewne później. Trumienka po konserwacji przeprowadzonej w pracowni Antoniego Guzika w Krakowie przechowywana jest w zakrystii.
Bp przemyski, Wacław Hieronim Sierakowski, dla upamiętnienia niezwykłego i wielce zasłużonego nie tylko dla parafii brzozowskiej, ale i całej diecezji kapłana ufundował kamienne epitafium.
W 1993 roku z okazji przypadającej 300. rocznicy śmierci ks. Bartłomieja Misiałowicza odbyły się w parafii brzozowskiej uroczystości rocznicowe. Podczas uroczystości z udziałem abp Ignacego Tokarczuka nowo wybudowanemu budynkowi katechetycznemu nadano imię ks. Bartłomieja Misiałowicza. Z tej też okazji pod odnowionym kamiennym epitafium, w mosiężnej trumience z szybką umieszczono zmumifikowane ręce ks. Bartłomieja.
Po obu stronach oryginalnego epitafium bpa Sierakowskiego z napisem łacińskim umieszczono na dwu tablicach kamiennych tekst w języku polskim w tłumaczeniu ks. Józefa Częczka i ks. Franciszka Woźniaka.
Bogu Najlepszemu i Najwyższemu.

Bartłomiej Misiałowicz

dziekan krośnieński

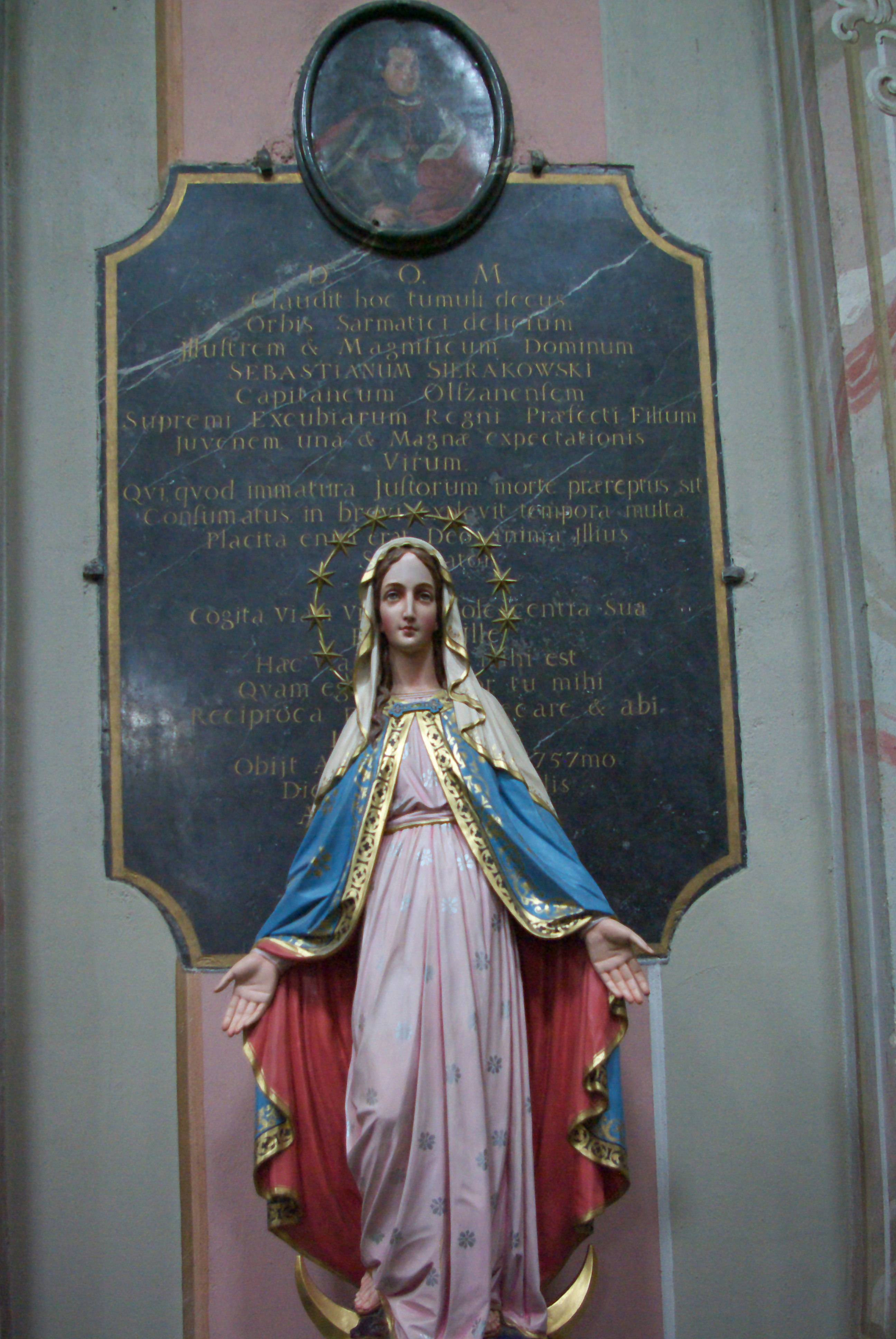
Epitafium Sebastiana Sierakowskiego

brzozowski i pobożnego Bractwa Kapłańskiego prepozyt

miły Bogu i ludziom.

Dla swej nieskażoności obyczajów

zwracający uwagę wszystkich blaskiem cnót.

Wyróżniający się pilnością w pełnieniu swego urzędów

i chwałą apostolskiej gorliwości. Żarliwy w niestrudzonej specjalnej trosce

o ten kościół.

Wybitnie zasłużony pracą i hojnością Dla ozdoby Domu Bożego.

Wsławiony imieniem męża opatrznościowego

Ojca i opiekuna biednych oraz

z powodu szczodrobliwości bez granic.

Na koniec wśród wybitnych przymiotów

wysokiej swej świętości i ewangelicznej doskonałości,

ze względu na hojność

dla Boga i bliźniego najwyżej ceniony.

Dla obfitszej za to nagrody

obdarzony również na ziemi

przez nagradzającego Boga

zachowaniem aż dotąd bez zepsucia rąk jego.

Ku powszechnej żałości serca zmarł Roku Pańskiego 1693 dnia 17 września

w 69 roku życia.

Tutaj oczekuje zmartwychwstania

A zatem temu mężowi godnemu wszelkiego wspomnienia ten pomnik na wieczną pamiątkę

kazał sporządzić i wmurować

J. W. Najprzewielebniejszy i Najczcigodniejszy

Wacław Hieronim z Bogusławie

Sierakowski Biskup Przemyski.
W 1994 przejazdem zatrzymał się w Brzozowie ks. Jakub Szczęśniak z Warszawy. Tak ogromne wrażenie zrobił na nim widok rąk ks. Bartłomieja, że napisał Drogę Krzyżową w brzozowskiej kolegiacie poświęconą ludzkim rękom i rozważaniom jakie one są dla Boga i ludzi.

## Upamiętnienia

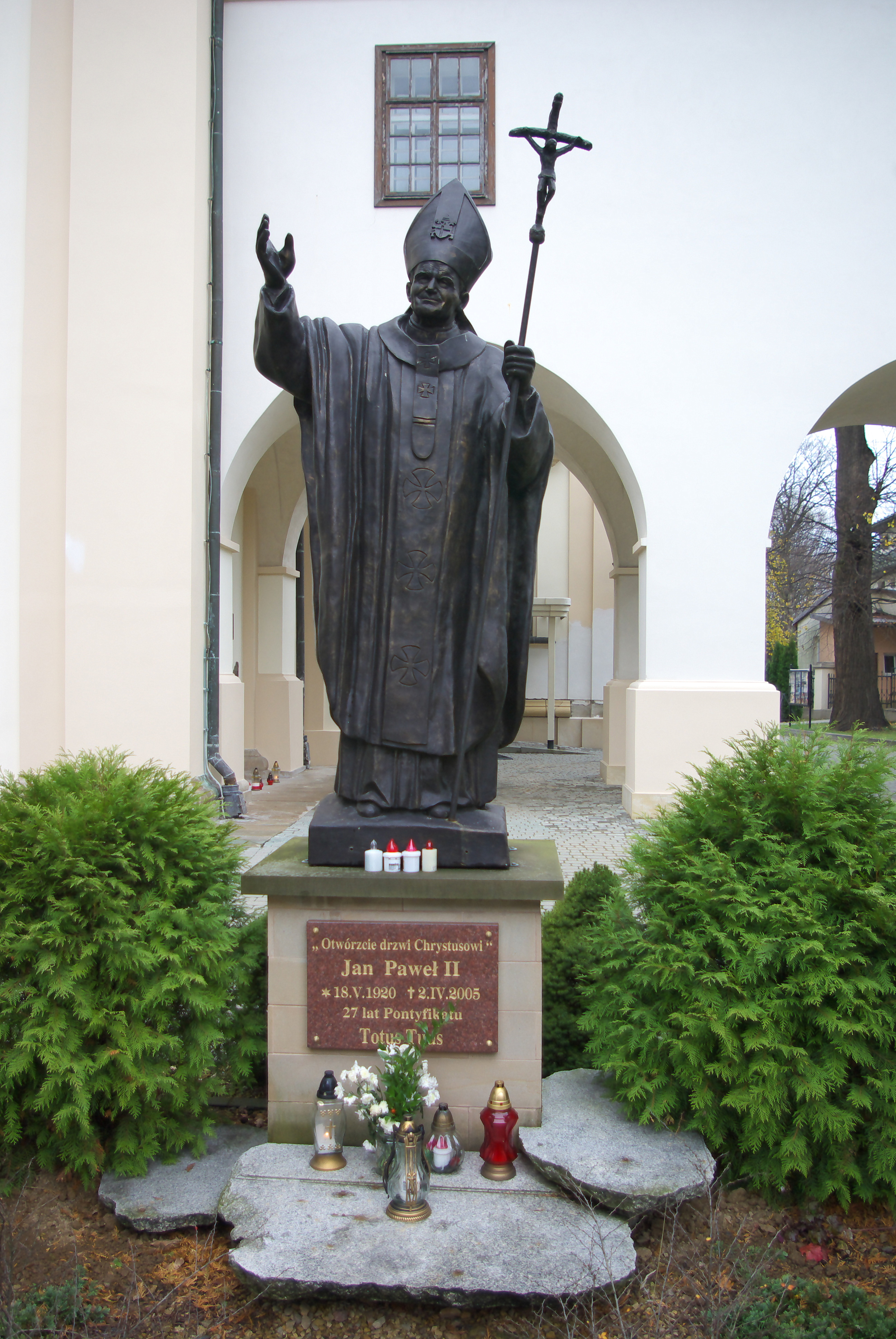
Pomnik papieża Jana Pawła II

- Tablice pamiątkowe, którymi zostały upamiętnione wydarzenia i osoby:
  - 50-lecie Sodalicji Mariańskiej (1926–1976)
  - 600-lecie diecezji przemyskiej, ustanowiona w 1976
  - 300-lecie konsekracji kolegiaty brzozowskiej (1688–1988), w tym honorujące papieża Jana Pawła II i 10-lecie jego pontyfikatu
  - Wielki Jubileusz Roku 2000
  - 350-lecie ocalenia i 150-lecie koronacji Obrazu Matki Bożej Ognistej (1657–2007)
  - Mieszkańcy Brzozowa – uczestnicy powstania styczniowego w 150. rocznicę wybuchu (1863–2013)
  - Mieszkańcy Brzozowa – uczestnicy i ofiary II wojny światowej, w tym ppłk Edward Kościński, por. Edward Kilarski, mjr Roman Machnicki
  - Krzyż „Golgota Wschodu” – ofiary ofiary zbrodni katyńskiej oraz tablica upamiętniająca ofiary katastrofy polskiego Tu-154 w Smoleńsku z 10 kwietnia 2010 roku

- Epitafiami zostali upamiętnieni:
  - Franciszek Goźliński
  - Józef Tadeusz Kierski
  - Julia Marynowska (z domu Stobiecka, zm. 1839)
  - Bartłomiej Misiałowicz
  - Stanisław Sarnowski
  - Sebastian Sierakowski (zm. 1757, starosta olszański)[3]
  - Krzysztof Jan Szembek
  - Wincenty Załuski i jego żona Maria (rodzice proboszcza ks. Antoniego Załuskiego)[4]

- Rzeźby na fasadzie frontowej kościoła
  - Jan Chrzciciel
  - Katarzyna Celestyna Faron

- Otoczenie przykościelne
  - Pomnik papieża św. Jana Pawła II
  - Kamień pamiątkowy upamiętniający ks. Jerzego Popiełuszkę

- Skwer przy kościele
  - Kamień pamiątkowy upamiętniający mieszkańców Ziemi Brzozowskiej, którzy oddali swoje życie za Ojczyznę w latach 1939–1945
  - Pomnik bp. Józefa Sebastiana Pelczara
  - Różańcowe Dróżki Tajemnic Światła